# Lijst van personen uit Rijeka
De lijst van personen uit Rijeka geeft een overzicht van personen die in de Kroatische stad Rijeka zijn geboren, wonen of hebben gewoond.

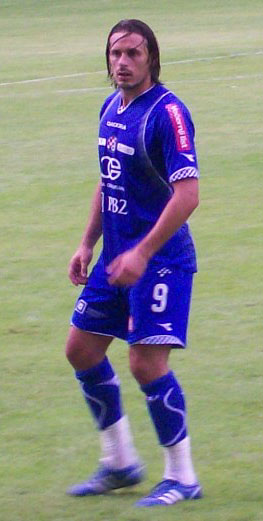
Voetballer Boško Balaban (1978)

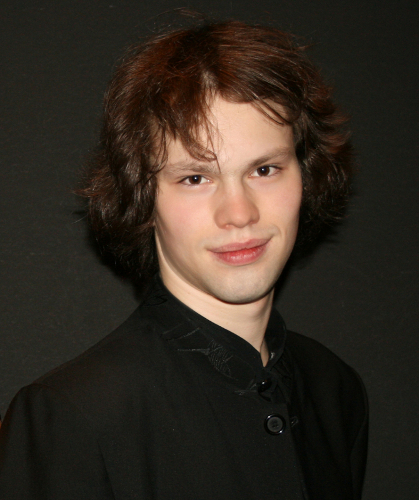
Violist Marco Graziani (1988)

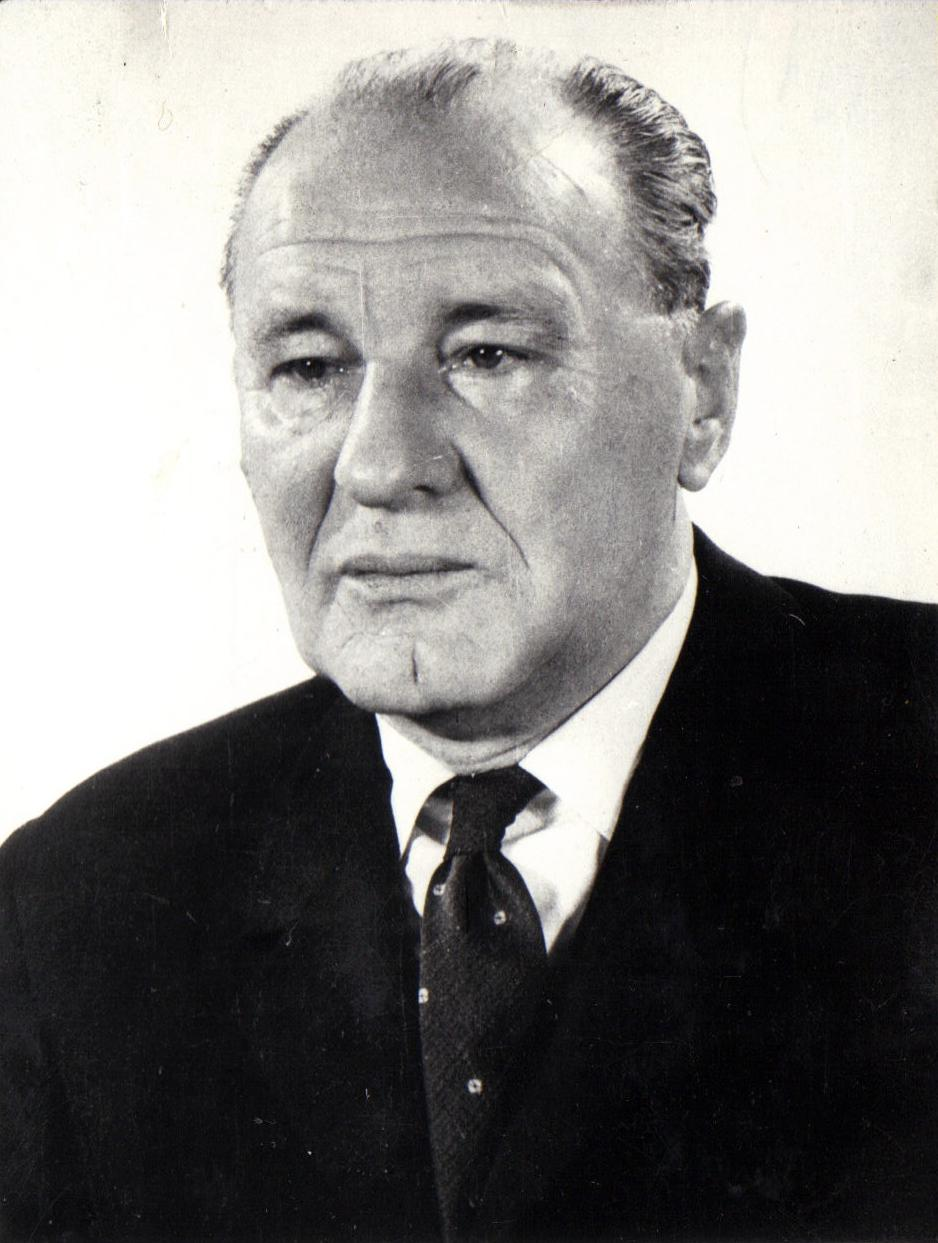
Politicus János Kádár (1912-1989)

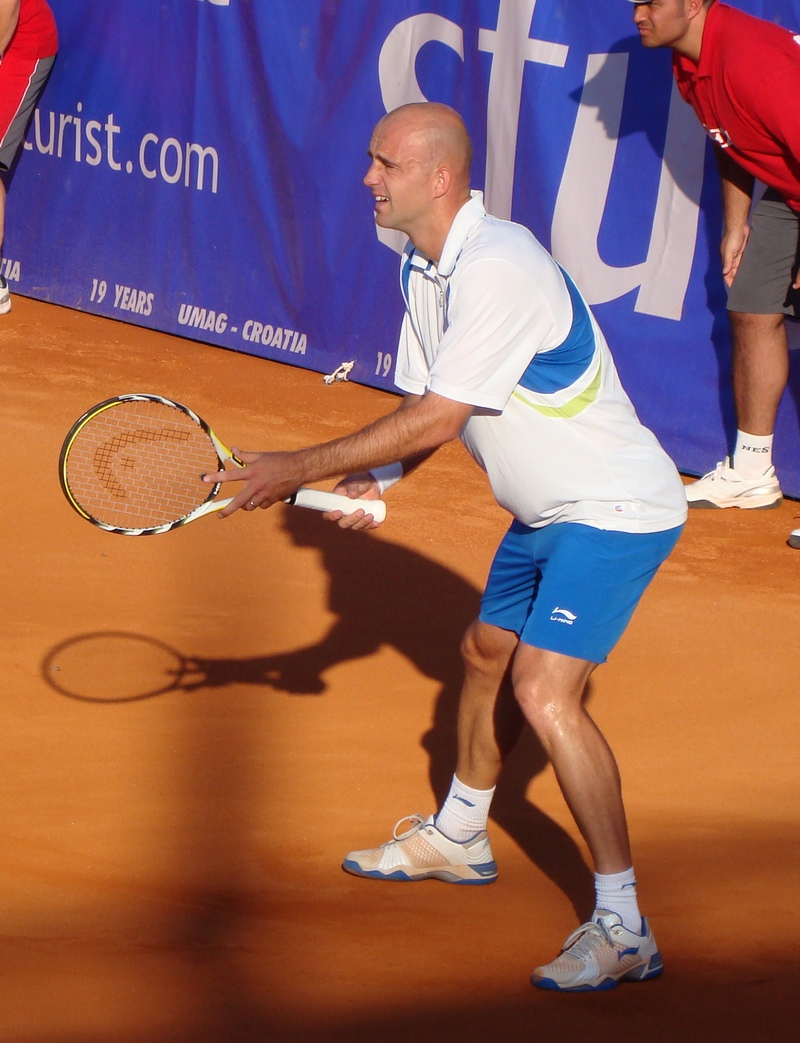
Tennisser Ivan Ljubičić (1979)

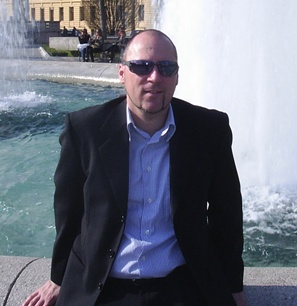
Journalist Leo Pavela (1970)

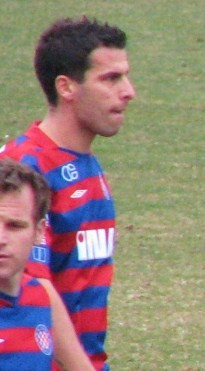
Voetballer Ahmad Sharbini (1984)

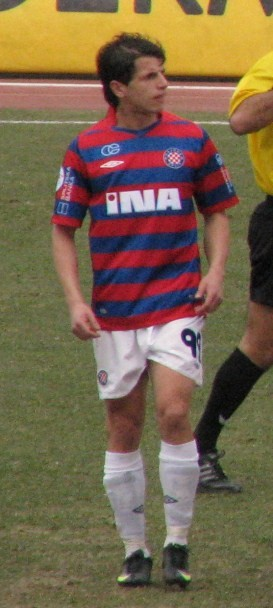
Voetballer Anas Sharbini (1987)

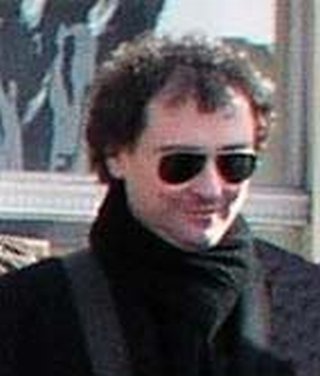
Architect Idis Turato (1965)

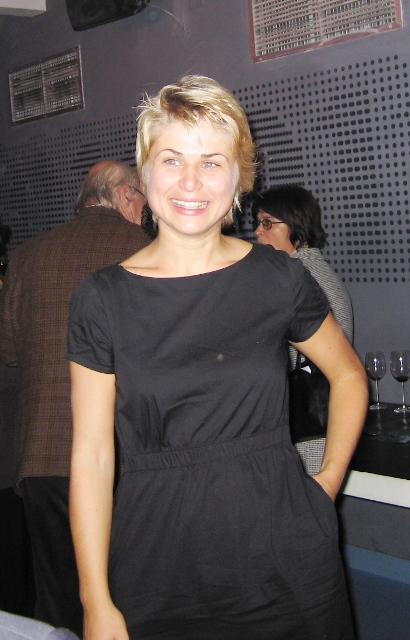
Actrice Ana Vilenica (1972)

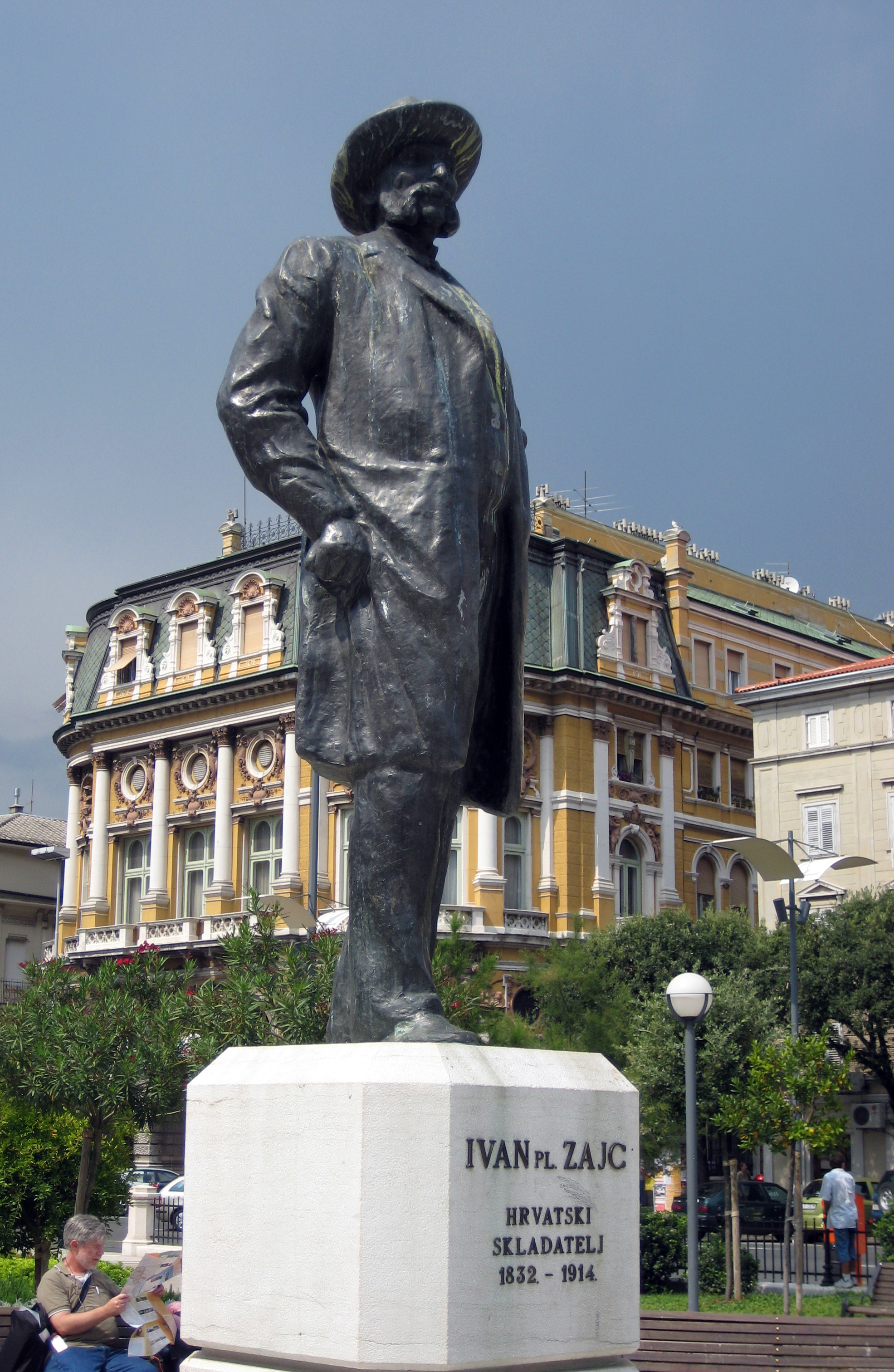
Componist Ivan Zajc (1832-1914)

## A
- Andrija Ljudevit Adamić (1766-1828), zakenman
- Emilio Ambrosini (1850-1912), architect
- Nika Antolos (1989), zangeres

## B
- Olivera Baljak (1956), acteur
- Duje Baković (1986), voetballer
- Boško Balaban (1978), voetballer
- Zoran Ban (1973), voetballer
- Samir Barač (1973), zwemmer
- Erazmo Barčić (1830-1913), politicus
- Robert Ludvigovich Bartini (1897-1974), wetenschapper
- Franka Batelić (1992), zangeres
- Ivan Bebek (1977), voetbalscheidsrechter
- Vera Begić (1982), atlete
- Claudia Beni (1986), zangeres
- Sabina Behlić (1988), model
- Josip Bozanić (1949), kardinaal
- Elvis Brajković (1969), voetballer
- Nina Broznić (1991), langlaufster
- Igor Budan (1980), voetballer
- Saša Buneta (1971), acteur
- Andrej Burić (1989), langlaufer

## C
- Kristijan Čaval (1978), voetballer
- Dino Ciani (1941-1974), pianist
- Giovanni de Ciotta (1824-1903), burgemeester
- Marin Con (1985), voetballer
- Davor Čop (1958), voetballer en voetbaltrainer
- Mihály Csíkszentmihályi (1934-2021), hoogleraar psychologie

## D
- Olja Dešić (1975), muzikant
- Ivan Devčić (1948), aartsbisschop
- DJ Ogi (?), dj
- Nataša Dorčić (1968), actrice
- Slavenka Drakulić (1949), auteur
- Mirza Džomba (1933), handballer

## E
- Slavica Ecclestone (1958), model

## F
- Jakov Fak (1987), Sloveens-Kroatisch biatleet
- Matea Ferk (1987), alpineskiër
- Marino Fonović (1964), astronoom

## G
- Rodion Gačanin (1963), voetbaltrainer
- Gino Gardassanich (1922-2010), voetbaldoelman
- Antonio Giacich (1813-1898), politicus
- Darko Glavan (1951-2009), kunsthistoricus
- Anton Gnamb (?-1871), urbanist
- Kolinda Grabar-Kitarović (1968), diplomate en politica (o.a. president van Kroatië)
- Nenad Gračan (1962), voetballer en voetbaltrainer
- Marco Graziani (1988), violist
- Anton Grossich (1849-1926), chirurg
- Miliam Guerri (1985), voetballer

## H
- Ingrid Haller (?), sopraan
- Roberto Haller (?), pianst en componist
- Ignazio Hencke (1740-1798), beeldhouwer
- Igor Hinić (1975), waterpoloër
- Ödön von Horváth (1901-1938), Hongaars-Duits schrijver en dramaturg
- Miloš Hrstić (1955), voetballer en voetbaltrainer
- Mateo Hrvatin (1980), handballer

## I
- Ivica Ivušić (1995), voetballer

## J
- Ana Jelušić (1986), alpineskiester
- Darko Jurković (1965), gitarist

## K
- János Kádár (1912-1989), Hongaars politicus
- Marijan Kanjer (1973), zwemmer
- Dario Knežević (1982), voetballer
- Robert Kolar (1969), bariton
- Marinko Koljanin (1957), voetballer en voetbaltrainer
- Zlatko Komadina (1958), politicus
- Željka Kovačević Andrijanić (1971), schrijfster
- Marija Krucifiksa Kozulić (1852-1922), moniaal
- Zoran Kršul (1955), schrijver
- Zoran Krušvar (1977), psycholoog
- Ivica Kurtini (1922-1990), waterpoloër
- Davor Kus (1978), basketballer
- Brian Kamstra (2022), wielrenner

## L
- Frano Lasić (1954), acteur en zanger
- Rikard Lenac (1868-1949), advocaat
- Davor Lešić (1966), operazanger
- Siniša Linić (1982), voetballer
- Slavko Linić (1949), politicus
- Alen Liverić (1967), acteur
- Edvin Liverić (1970), acteur
- Ivan Ljubičić (1979), tennisser
- Alen Lončar (1974), zwemmer
- Jelena Lopatić (1980), acteur
- Giovanni Luppis (1813-1875), officier

## M
- Ivo Maček (1914-2002), pianist
- Alojz Majetić (1938), muzikant
- Siniša Majkus (1962), beeldhouwer
- Krešimir Makarin (1987), voetballer
- Antonio Mance (1995), voetballer
- Lovro von Matačić (1899-1985), componist en dirigent
- Valter Matošević (1970), handbaldoelman
- Andre Mijatović (1979), voetballer
- Marin Mikać (1982), voetballer
- Bruno Milić (1917-2009), architect
- Damir Milinović (1972), voetballer
- Mladen Mladenović (1964), voetballer
- Ivan Mocinic (1993), voetballer

## N
- Aramis Naglić (1965), basketballer
- Laval Nugent (1777-1862), veldmaarschalk

## O
- Damir Orlić (1976), acteur

## P
- Ksenija Pajić (1961), actrice
- Giovanni Palatucci (1909-1945), verzetsstrijder`
- Roberto Paliska (1965), voetballer
- Abdon Pamich (1933), snelwandelaar
- Ivor Pandur (2000), voetballer
- Leo Pavela (1970), journalist
- Sacha Pecarić (1965), rabbijn
- Snježana Pejčić (1982), atlete
- Zlatko Perica (1969), gitarist
- Saša Peršon (1965), voetballer
- Fran Pilepić (1838-1890), taalkundige
- Alen Polić (?), voorzitter
- Janko Polić Kamov (1886-1910), schrijver en dichter
- Marin Premeru (1990), discuswerper

## R
- Petar Radaković (1937-1966), voetballer
- Ferdinand Radovan (1938-2009), operazanger
- Mauro Ravnić (1959), voetbaldoelman
- Dijana Ravnikar (1978), biatlete
- Krešimir Rogina (1959), architect
- Diana Rosandić (1964), schrijfster
- Robert Rubčić (1963), voetballer en voetbaltrainer
- Mario Rubeša (1980), sportdirecteur
- Milan Ružić (1955), voetballer

## S
- Daniel Šarić (1972), voetballer
- Hrvoje Šarinić (1935), politicus
- Branko Šegota (1961), voetballer
- Rudi Šeligo (1935-2004), schrijver
- Ulderico Sergo (1913-1967), bokser
- Ahmad Sharbini (1984), voetballer
- Anas Sharbini (1987), Jordaans-Kroatisch voetballer
- Vlado Simcich Vava (1964), gitarist
- Marijo Šivolija-Jelica (1981), bokser
- Dario Smoje (1978), voetballer
- Bojan Šober (1957), bariton
- Aleksandar Šolić (1983), voetballer
- Siniša Štemberger (1979), basketballer
- Andrijana Stipaničić (1981), biatlete
- Zlatko Sudac (1971), priester
- Miroslav Šugar (1957-vermist), voetballer
- Renato Sulić (1979), handballer
- Luciano Sušanj (1948), politicus en atleet
- Vjekoslav Šutej (1951-2009), dirigent
- Giorgio Surian (1954), operazanger
- Leonora Surian (1977), actrice en muzikante
- Andro Švrljuga (1985), voetballer
- Boris Svrtan (1964), acteur

## T
- Marko Tolja (1984), zanger
- Marijan Tomašić (1986), voetbaldoelman
- Ante Josip Tomičić (1901-1981), christelijke monnik
- Idis Turato (1965), architect
- Goranka Tuhtan (1974), sopraan
- Vedran Turkalj (1988), voetballer
- Meri Trošelj (?), singer-songwriter

## U
- Damir Urban (1968), singer-songwriter en gitarist
- Mladen Urem (1964), schrijver

## V
- Leo Valiani (1909-1999), politicus en journalist
- Giovanni Varglien (1911-1990), voetballer
- Mario Varglien (1905-1978), voetballer
- Antonio de Verneda (1693-1774), architect
- Ana Vilenica (1978), actrice
- Nina Violić (1972), actrice
- Rodolfo Volk (1906-1983), voetballer
- Goran Vrbanc (1984), basketballer
- Šime Vrsaljko (1992), voetballer
- Vladimir Vujasinović (1973), waterpoloër
- Tina Vukov (1988), zangeres

## W
- Ivor Weitzer (1988), basketballer

## Z
- Ivan Zajc (1832-1914), componist
- Giacomo Zammattio (1862-1927), architect
- Riccardo Zanella (1875-1959), president
- Valentino Zeichen (1938), dichter
- Marcel Žigante (1929), voetballer en voetbaltrainer
- Zoran Žmirić (1969), columnist